# ولیکه ورخه
ولیکه ورخه (اسلوونیایی: Velike Vrhe) یک زیستگاه انسانی در اسلوونی است که در Ivančna Gorica Municipality واقع شده‌است.

## خصوصیات
ولیکه ورخه ۲٫۷۹ کیلومترمربع مساحت و ۴۴ نفر جمعیت دارد و ۵۰۵٫۶ متر بالاتر از سطح دریا واقع شده‌است.